# Амфихт
Амфихт (лат. Amphichthys cryptocentrus) — вид морских лучепёрых рыб из семейства батраховых (Batrachoididae). Распространён вдоль Атлантического побережья Центральной и Южной Америки от Панамы до Бразилии. Длина тела составляет до 40 см. Это придонная хищная рыба, поджидающая добычу в засаде.

## Внешний вид и строение
Тело удлинённое, сжато с боков, лишено чешуи. Голова большая, сжата с боков. Над глазами по одному хорошо выраженному мясистому выросту с многочисленными отростками. На крышке 2 жёстких шипа, а на предкрышке — один жёсткий шип. Молярообразные зубы есть на верхних и нижних челюстях. В первом спинном плавнике 3 жёстких луча, а во втором — 29 мягких лучей. В анальном плавнике 23—25 мягких лучей. Позвонков 36—38. В спинном плавнике нет ядовитых шипов. Верхняя сторона тела коричневато-жёлтая с беспорядочными тёмными пятнами, брюхо бледное. Две боковые линии. Поры боковой линии с отчётливыми белыми пятнами.
Максимальная длина тела 40 см, обычно до 25 см.

## Места обитания и поведение
Встречаются на рифах на глубине от 0 до 70 см. Обитает в прибрежных (сублиторальных) водах; обычно встречается на песчаном или каменистом дне; крупная рыба, прячущаяся в расщелине или пещере может быть найдена на глубине менее 1 м. Питается в основном моллюсками и ракообразными. Откладывают икру на раковины моллюсков и камни. Самцы охраняют кладку и молодь.

## Взаимодействие с человеком
В Красной книге МСОП этому виду присвоен статус «Вызывающий наименьшие опасения». Амфихт безвреден для человека и служит объектом мелкого коммерческого промысла.